# Reyshawn Terry
Reyshawn Antonio Terry (nacido el 7 de abril de 1984 en Winston-Salem, Carolina del Norte) es un jugador de baloncesto estadounidense que pertenece a la plantilla de Universidad de Concepción de la Liga Nacional de Básquetbol de Chile. Con 2,03 metros de altura, juega en la posición de ala-pívot.

## Trayectoria
[actualizar]

## Características
Desde su posición de ala pivot, es un jugador capaz de desarrollar un buen nivel de juego en toda la cancha, tanto ofensiva como defensivamente. Tiene un buen lanzamiento desde la media distancia y su musculatura y condición física le ayudan a ser un buen jugador en el cuerpo a cuerpo.